# Fernando Climent
Fernando Climent Huerta (født 27. maj 1958 i Coria del Río) er en spansk tidligere roer.
Climents første store internationale resultat kom i 1977, hvor han var med til at vinde VM-sølv i letvægtsottere. To år senere blev det til VM-guld i samme disciplin, mens det blev til bronze for spanierne med Climent i 1980, 1981 og 1982.
Climent deltog i fire olympiske lege i sin karriere. Første gang var i 1984 i Los Angeles, hvor han sammen med Luis María Lasúrtegui roede toer uden styrmand, og duoen blev nummer to i både indledende heat og i semifinalen. Her blev de besejret med under et halvt sekund af Petru Iosub og Valer Toma fra Rumænien. I finalen var rumænerne igen for stærke og sejrede denne gang med mere end tre sekunder, mens spanierne blev nummer to, og nordmændene Hans Magnus Grepperud og Sverre Løken tog bronzemedaljerne, yderligere næsten tre sekunder bagud.
Ved VM i 1985 og 1986 vandt Lasúrtegui og Climent bronzemedalje i samme disciplin.
Ved OL 1988 i Seoul stillede han igen op i toer uden styrmand sammen med Lasúrtegui. Her blev duoen nummer fire i indledende heat og igen i opsamlingsheatet. De var dermed ude af konkurrencen.
Efter OL i 1988 skiftede han tilbage til letvægtsklasserne, og han vandt sammen med José María De Marco sølv ved VM i letvægtsdobbeltsculler. Senere kom både Climent og De Marco med i letvægtsfireren, som i 1991 vandt VM-bronze.
Ved OL 1992 i Barcelona roede Climent firer uden styrmand, som vandt deres indledende heat, men blev blot nummer fire i semifinalen, hvorfor spanierne måtte i B-finalen. Her blev de nummer tre og dermed samlet nummer ni.
Ved VM i 1993 roede han letvægtstoer sammen med Fernando Molina, og parret vandt her guld, en præstation de gentog året efter. Hans sidste OL var i 1996 i Atlanta, hvor han roede letvægtsfirer, og her blev spanierne nummer fem i indledende heat, nummer fire i opsamlingsheatet og måtte derpå i C-finalen, hvor de blev nummer to og dermed fik en samlet fjortendeplads.

## OL-medaljer
- 1984:  Sølv i toer uden styrmand